# ظريفة علييفا
ظريفة علييفا (بالأذرية: Zərifə Əliyeva) - طبيبة عيون أذربيجاني، لقب الاستحقاق في مجال الإنجازات العلمية جمهورية أذربيجان الاشتراكية السوفيتية، دكتوراة في الطب (1976)، بروفيسورة 1979، عضو حقيقي لأكاديمية العلوم الوطنية الأذربيجاني (1983).

## سيرتها ذاتية
ولدت ظريفة علييفا في 28 أبريل عام 1923 في عائلة عزيز علييف وليلى علييفا. تزوجت ظريفة علييفا من حيدر علييف عام 1954، ولدت سيفيل علييفا في 18 أكتوبر 1955 ، وولدت إلهام علييف في 24 ديسمبر 1961.

توفيت ظريفة علييفا في 15 أبريل عام 1985 في موسكو وفي 1994 تم إحضاره جنازتها إلى باكو من مقبرة موسكو ودفن في زقاق الشرف، بجوار قبر والده.
- ظريفة علييفا هي ابنة رجل الدولة الأذربيجاني البارز عزيز علييف
- و زوجة الرئيس الثالث لجمهورية أذربيجان حيدر علييف
- هي والدة الرئيس الرابع لجمهورية أذربيجان إلهام علييف

## تعليمها ونشاتها
تلقى ظريفة علييفا تعليمها الثانوية بين 1932-1942. تخرج من جامعة أذربيجان الطبية إسمه نريمان نريماموف في 1947-1948. أخذت دورة على طب العيون في معهد تدريب الأطباء في موسكو في 1948.
فتخرجت من الدراسات العليا بين 1950-1953. ظريفة علييفا هي دكتورة في علوم الطب منذ 1977.
إشتغل عاملة في معهد الهياكل الأساسية الوطنية للمعلومات (1949 – 1950)، أستاذة مساعدة لقسم أمراض العيون، بروفيسورة في معهد تدريب الأطباء الأذربيجانيون باسم عزيز علييف في 1969، مدير لقسم طب العيون بين 1982-1985.